# تينيبك
تينيبك هي بلدة في مقاطعة كاسان في ولاية قشقداريا في أوزبكستان.